# Lista tomów serii Servamp
Ten artykuł zawiera listę tomów serii Servamp autorstwa Strike Tanaki, publikowanej w magazynie „Gekkan Comic Gene” wydawnictwa Media Factory od 15 czerwca 2011 do 13 grudnia 2024. Razem opublikowano 155 rozdziałów, które później zostały skompilowane do 24 tankōbonów, które wydawane były od 27 grudnia 2011 do 27 grudnia 2024. 27 lipca 2016 ukazał się także tom oznaczony numerem 10,5.
W Polsce seria ukazuje się nakładem wydawnictwa Studio JG, a pierwszy tom został wydany 2 czerwca 2015.
| Nr | Język japoński       | Język japoński         | Język polski      | Język polski           |
| Nr | Data wydania         | ISBN                   | Data wydania      | ISBN                   |
| --- | -------------------- | ---------------------- | ----------------- | ---------------------- |
| 1 | 27 grudnia 2011      | ISBN 978-4-8401-4092-8 | 2 czerwca 2015    | ISBN 978-83-8001-061-1 |
| Lista rozdziałów - 1. Mahiru i Kuro (jap. 真昼とクロ Mahiru to Kuro) - 2. Tsubaki (jap. 椿) - 3. 7+1 - 4. Alice in the Garden (jap. アリス・イン・ザ・ガーデン Arisu in za gāden) - 5. Wybór (jap. 選択 Sentaku) |                      |                        |                   |                        |
| 2 | 27 czerwca 2012      | ISBN 978-4-8401-4489-6 | 26 sierpnia 2015  | ISBN 978-83-8001-080-2 |
| Lista rozdziałów - 6. I kto tu jest kłamcą? (jap. うそつきはだれだ Uso-tsuki wa dareda) - 7. Przyszłość, która nigdy nie nadejdzie (jap. 訪れなかった未来について Otozure nakatta mirai ni tsuite) - 8. Czym jest oręż? (jap. 武器を持つということ Buki o motsu to iu koto) - 9. Sakuya (jap. 桜哉) - 10. Braciszek (jap. お兄ちゃん Onī-chan) - Dodatek. Jeden dzień z życia pewnego rozlazłego wampira (jap. ある怠惰な吸血鬼のめんどくさい一日 Aru taidana kyūketsuki no mendokusai tsuitachi) |                      |                        |                   |                        |
| 3 | 27 grudnia 2012      | ISBN 978-4-8401-4778-1 | 25 listopada 2015 | ISBN 978-83-8001-097-0 |
| Lista rozdziałów - 11. Facet z trumną (jap. 棺桶の男 Kan'oke no otoko) - 12. Czwarta drużyna (jap. 4組目 4 kumime) - 13. Pora na wspaniałe wakacje! (jap. さあ楽しい夏休み Sā tanoshī natsuyasumi) - 14. Jestem dorosły, a to prawdziwy świat (jap. 俺は大人、ここは社会 Ore wa otona, koko wa shakai) - 15. To, czego nie można powiedzieć (jap. 言えないこと Ienai koto) - 16. Odliczanie (jap. カウントダウン Kauntodaun) |                      |                        |                   |                        |
| 4 | 27 kwietnia 2013     | ISBN 978-4-8401-5054-5 | 26 lutego 2016    | ISBN 978-83-8001-110-6 |
| Lista rozdziałów - 17. Witajcie w domu Arisunów! (jap. 有栖院家にようこそ Arisun inke ni yōkoso) - 18. Bezpieczny ogród (jap. 安全な庭 Anzen’na niwa) - 19. Snow Lily cz.1 (jap. スノウリリイ・1 Sunō Rirī 1) - 20. Snow Lily cz.2 (jap. スノウリリイ・2 Sunō Rirī 2) - 21. Lubieżnik (jap. „色欲” „Shikiyoku”) |                      |                        |                   |                        |
| 5 | 27 grudnia 2013      | ISBN 978-4-04-066171-1 | 20 maja 2016      | ISBN 978-83-8001-123-6 |
| Lista rozdziałów - 22. Anioł czy diabeł? (jap. 天使か悪魔 Tenshi ka akuma) - 23. Imię? Co to jest imię? (jap. 名前ってなあに? Namae tte nāni?) - 24. Łzy (jap. 涙 Namida) - 25. SOS - 26. Życie jest tylko przechodnim półcieniem (jap. „Life’s but a walking shadow”) - 27. Bo ja... (jap. なぜなら俺は Nazenara ore wa) |                      |                        |                   |                        |
| 6 | 26 lipca 2014        | ISBN 978-4-04-066822-2 | 11 sierpnia 2016  | ISBN 978-83-8001-147-2 |
| Lista rozdziałów - 27,5. Niezrównany (jap. „唯一無二” „Yuiitsu muni”) - 28. Sam jeden (jap. ひとり Hitori) - 29. Na początku był czyn (jap. はじめに行いありき Hajime ni okonai ariki) - 30. Bądź przeklęty (jap. „呪われ” „Norowa re”) - 31. Ja się nie mylę (jap. おれはまちがってない Ore wa machigattenai) - 32. Pomyłka (jap. 誤算 Gosan) |                      |                        |                   |                        |
| 7 | 27 grudnia 2014      | ISBN 978-4-04-067233-5 | 9 marca 2017      | ISBN 978-83-8001-189-2 |
| Lista rozdziałów - 33. Lawless 1 (jap. ロウレス・1 Rouresu 1) - 34. Lawless 2 (jap. ロウレス・2 Rouresu 2) - 35. Ogień skorpiona (jap. さそりの火 Sasori no hi) - 36. Tchórz (jap. 臆病者 Okubyōmono) - 37. Nie wybaczaj (jap. 許さないでくれて Yurusanaide kurete) |                      |                        |                   |                        |
| 8 | 27 lipca 2015        | ISBN 978-4-04-067565-7 | 26 maja 2017      | ISBN 978-83-8001-203-5 |
| Lista rozdziałów - 38. Ja jako metoda (jap. 僕という方法 Boku to iu hōhō) - 39. Pies gończy (jap. 猟犬 Ryōken) - 40. Anomalia (jap. 異変 Ihen) - 41. Mój brat jest czarodziejem (jap. 魔法使いのお兄さん Mahōtsukai no onīsan) - 42. Rada (jap. 忠告 Chūkoku) - 43. Jak dwie krople wody (jap. 似たもの同士 Nitamonodōshi) - Dodatek. Życie to gra (jap. 灰に塗れた憧憬:All the world’s a stage Hai ni nureta dōkei: All the world’s a stage) |                      |                        |                   |                        |
| 9 | 26 grudnia 2015      | ISBN 978-4-04-067868-9 | 21 sierpnia 2017  | ISBN 978-83-8001-230-1 |
| Lista rozdziałów - 44. Jestem twoim skarbem (jap. 私はあなたの宝物 Watashi wa anata no takaramono) - 45. Rany (jap. 痛み Itami) - 46. Mistrz (jap. エース Ēsu) - 47. Wierza (jap. THE TOWER) - 48. Mężczyzna najbliższy bogu (jap. かみさまに一番近い男 Kami-sama ni ichiban chikai otoko) - 49. Proszę (jap. 「頼む」 „Tanomu”) - 50. Wisielec (jap. 吊るされた男 -THE HANGED MAN- Tsurusa reta otoko -THE HANGED MAN-) |                      |                        |                   |                        |
| 10 | 27 lipca 2016        | ISBN 978-4-04-068283-9 | 8 listopada 2017  | ISBN 978-83-8001-252-3 |
| Lista rozdziałów - 51. Krzyk (jap. 悲鳴 Himei) - 52. Junichiro Kurumamori: Rydwan (jap. 車守盾一郎 -THE CHARIOT- Kurumamori Ichirō -THE CHARIOT-) - 53. To już koniec (jap. もうだめだ Mō dameda) - 54. Wieża (jap. 塔を登る Tō o noboru) - 55. W gąszczu (jap. 錯綜 Sakusō) - 56. Pokój bez okien (jap. 窓の無い部屋 Mado no nai heya) - 57. Pierwszy krzyk (jap. 産声 Ubugoe) - 51,5. Poszliśmy razem coś zjeść (jap. 僕らは一度、食事をともにした Bokura wa ichido, shokuji o tomoni shita) |                      |                        |                   |                        |
| 10,5 | 27 lipca 2016        | ISBN 978-4-04-068295-2 | —                 |                        |
| 11 | 27 grudnia 2017      | ISBN 978-4-04-068806-0 | 21 listopada 2018 | ISBN 978-83-8001-374-2 |
| Lista rozdziałów - 58. Chłopiec, który nigdy nie dorósł (jap. 大人になれなかった Otona ni narenakatta) - 59. Siła (jap. 強さ Tsuyosa) - 60. Dziedzictwo (jap. 二世者 Niseisha) - 61. Gniew i strach to dwie strony jednej monety (jap. 怒りは恐怖に似ている Ikari wa kyōfu ni nite iru) - 62. Ile oczek wypadło na spodzie kostki (jap. そのサイコロの底面はいくつか? Sono saikoro no teimen wa ikutsu ka?) - 63. Udawałem, że nic nie widzę (jap. 見ないふりをしてた Minai furi o shi teta) - 64. Wspólniczka (jap. 共犯者 Kyōhansha) - 65. Dziecko gniewu (jap. 怒りの子 Ikari no ko) - 66. On i ja (jap. 彼と俺 Kare to ore) |                      |                        |                   |                        |
| 12 | 27 marca 2018        | ISBN 978-4-04-069766-6 | 18 lutego 2019    | ISBN 978-83-8001-395-7 |
| Lista rozdziałów - 67. Dołożę mu w twoim imieniu (jap. 僕がかわりに殴ってやろう Boku ga kawari ni nagutte yarou) - 68. Żeby nie być samemu (jap. ひとりぼっちじゃなくなるために Hitori botchi janaku naru tame ni) - 69. Yumikage Tsukimitsu: The Moon (jap. 月満弓景 -THE MOON- Yumikage Tsukimitsu -THE MOON-) - 70. Cry for the Moon - 71. Właśnie dlatego (jap. そんなだから Sonna dakara) |                      |                        |                   |                        |
| 13 | 25 października 2018 | ISBN 978-4-04-069981-3 | 15 listopada 2019 | ISBN 978-83-8001-486-2 |
| Lista rozdziałów - 72. Shamrock – diabeł (jap. シャムロック -THE DEVIL- Shamurokku -THE DEVIL-) - 73. Izuna Nobel – gwiazda (jap. イズナ・ノーベル -THE STAR- Izuna Nōberu -THE STAR-) - 74. Lelkowa gwiazda (jap. よだかの星 Yodaka no hoshi) - 75. Shuhei Tsuyuki – arcykapłan (jap. 露木修平 -THE HIEROPHANT- Tsuyuki Syūhei -THE HIEROPHANT-) - 76. Mówię przecież, żebyś usiadł na miejscu! (jap. 席に着けって言ってんだ Seki ni tsuke tte ittenda) - 77. De profundis (jap. 底から Soko kara) - 78. Tashi Toma – wieża (jap. 塔間泰士 -THE TOWER- Tōma Taichi -THE TOWER-)                                                |                      |                        |                   |                        |
| 14 | 26 lipca 2019        | ISBN 978-4-04-065587-1 | 30 marca 2020     | ISBN 978-83-8001-551-7 |
| Lista rozdziałów - 79. Rozstanie (jap. 決別 Ketsubetsu) - 80. Pewnego dnia, gdy otworzyłem oczy (jap. ある朝、目が覚めたら Aru sa, megasametara) - 81. Oxx powiedział coś takiego (jap. ××について彼はこう語った ×× ni tsuite kare wa kō katatta) - 82. Nagła zmiana (jap. 急転 Kyūten) - 83. Hugh the Dark Algernon (jap. ヒュー・ザ・ダーク・アルジャーノン Hyū za Dāku Arujānon) - 84. W nocy, gdy przybywa księżyca, deszcz i przelana krew (jap. 上り月夜に雨と修羅 Nobori tsukiyo ni ame to shura) - 85. Bóg burzy (jap. 雷神 Raijin)                                                                                     |                      |                        |                   |                        |
| 15 | 27 marca 2020        | ISBN 978-4-04-064494-3 | 5 marca 2021      | ISBN 978-83-8001-690-3 |
| Lista rozdziałów - 86. Jak zostać bohaterem (jap. ヒーローの条件 Hīrō no jōken) - 87. Jeśli zamierzacie odejść (jap. わたしを置いていくのなら Watashi o oite iku nonara) - 88. Iori Tsukimitsu (jap. 月満伊檻 Tsukimitsu Iori) - 89. Zakładnik (jap. 人質 Hitojichi) - 90. Godność szefa (jap. ボスの矜持 Bosu no kyōji) - 91. Miasto, w którym mieszkał (jap. 彼の暮らした街 Kare no kurashita machi) - 92. Wilkołak (jap. 狼男 Ōkami otoko) - 93. Nie wiesz, jak nazywa się ten kwiat (jap. きみは花の名を知らない Kimi wa hananomei o shiranai)                                                                              |                      |                        |                   |                        |
| 16 | 25 grudnia 2020      | ISBN 978-4-04-680039-8 | 31 sierpnia 2022  | ISBN 978-83-8001-966-9 |
| Lista rozdziałów - 94. Pomoc (jap. 協力者 Kyōryokusha) - 95. Ludzka postać (jap. ひとのかたちをしている Hito no katachi o shite iru) - 96. Za cenę jednego życia (jap. 一人の命 Hitori no inochi) - 97. Ja to zrobię (jap. 俺だろ Oredaro) - 98. Bread and Butterfly (jap. Bread&BUTTERfly) - 99. Patrzyć na gwiazdy (jap. 星を見るたびに Hoshi o miru tabi ni) - 100. Cel ósmego servampa (jap. 8番目の目的 8-banme no mokuteki) - 101. Sword of Wolf (jap. Sword of Wolf) - 102. Szachy i shogi (jap. 将棋とチェス Shōgi to Chesu)                                                                                            |                      |                        |                   |                        |
| 17 | 26 sierpnia 2021     | ISBN 978-4-04-680629-1 | 19 grudnia 2022   | ISBN 978-83-8257-037-3 |
| Lista rozdziałów - 103. Izolowany pion (jap. アイソレイティッド・ポーン Aisoreitiddo pōn) - 104. Gambit (jap. ギャンビット Gyanbitto) - 105. Mężczyzna, który nie umiał zabijać (jap. 殺す男、殺せない男 Korosu otoko, korosenai otoko) - 106. Żyj chwilą (jap. その日の花を摘め Sonohi no hana o tsume) - 107. Zugzwang (jap. ツークツワンク Tsūkutsuwanku) - 108. Nawet najsilniejsza istota (jap. どんなに強いいきものも Don'nani tsuyoi iki mono mo) |                      |                        |                   |                        |
| 18 | 26 marca 2022        | ISBN 978-4-04-681237-7 | 29 lutego 2024    | ISBN 978-83-8257-378-7 |
| Lista rozdziałów - 109. Moja rola (jap. 僕の役目 Boku no yakume) - 110. Tron (jap. ひとつの玉座 Hitotsu no gyokuza) - 111. Kto to? (jap. 誰だ? Dareda?) - 112. Siedmioro gości (jap. 7人の客 7-ri no kyaku) - 113. „Lenistwo” (jap. „怠惰” „Taida”) - 114. Koniec czasu (jap. タイムリミット Taimu rimitto) - 115. Pierwsze starcie (jap. 前哨戦 Zenshōsen) |                      |                        |                   |                        |
| 19 | 27 października 2022 | ISBN 978-4-04-681786-0 | 27 lutego 2025    | ISBN 978-83-8257-668-9 |
| Lista rozdziałów - 116. Młodszy brat (jap. 弟 Otōto) - 117. Lepiej nie być samemu (jap. 一人じゃないほうが Hitori janai hō ga) - 118. Zjeść albo zostać zjedzonym (jap. 喰うか喰われるか Kuu ka kuwa reru ka) - 119. Nieumiarkowanie (jap. „暴食” „Bōshoku”) - 120. Toast razem z pomyjami (jap. 祝杯も泥水も Shukuhai mo doromizu mo) - 121. Commedia - 122. Co spadło z murku? (jap. 壁から落ちたのは? Kabe kara ochita no wa?) |                      |                        |                   |                        |
| 20 | 27 czerwca 2023      | ISBN 978-4-04-682595-7 | —                 |                        |
| Lista rozdziałów - 123. Shōsha (jap. 勝者) - 124. (jap. Salute) - 125. (jap. JJ) - 126. Nan hitotsu wasurenu tame ni (jap. 何ひとつ忘れぬために) - 127. Kessen zenjitsu, aruiwa (jap. 決戦前日、あるいは) - 128. (jap. ashes to ashes) - 129. 8-tsuki 30-nichi (jap. 8月30日) |                      |                        |                   |                        |
| 21 | 26 grudnia 2023      | ISBN 978-4-04-683119-4 | —                 |                        |
| Lista rozdziałów - 130. Yaku wazawai (jap. 厄災) - 131. (jap. The Tempest) - 132. „Kin” ni naru (jap. 『金』に成る) - 133. Hitotsu (jap. ひとつ) - 134. Rōjintoumi (jap. 老人と海) - 135. Kanetogin to tetsu (jap. 金と銀と鉄) |                      |                        |                   |                        |
| 22 | 25 października 2024 | ISBN 978-4-04-684080-6 | —                 |                        |
| Lista rozdziałów - 136. Chō no kasukana habataki ga (jap. 蝶のかすかな羽ばたきが) - 137. Sakini katana o nukubekina nda (jap. 先に刀を抜くべきなんだ) - 138. Hīrō no jōken ② (jap. ヒーローの条件②) - 139. Mahiru no hikari (jap. 真昼の光) - 140. Katana o nukanakatta yasashī kimi-tachi e (jap. 刀を抜かなかった優しいきみたちへ) - 141. Sonohi watashi wa shura to nari (jap. その日わたしは修羅となり) |                      |                        |                   |                        |
| 23 | 27 listopada 2024    | ISBN 978-4-04-684102-5 | —                 |                        |
| Lista rozdziałów - 142. Garaku ta (jap. 瓦落苦多) - 143. Anata no saya ni naru (jap. あなたの鞘になる) - 144. O yonda (jap. を読んだ) - 145. Kagami no kuni (jap. 鏡の国) - 146. Shinpuru ni kangaete (jap. シンプルに考えて) |                      |                        |                   |                        |
| 24 | 27 grudnia 2024      | ISBN 978-4-04-684103-2 | —                 |                        |